# Shimizu Muneharu
Shimizu Muneharu (清水 宗治?; 1537 – 23 giugno 1582), conosciuto anche come Shimizu Chōzaemon (清水 長左衛門?), è stato un samurai giapponese del periodo Sengoku, servitore del clan Mōri.

## Biografia
Muneharu era un figlio minore di Shimizu Munenori, un signore della provincia di Bingo. Si unì al clan Mōri attorno al 1576 quando Kobayakawa Takakage si spinse all'interno della provincia. Governava il castello di Takamatsu all'estremità orientale della provincia di Bitchū e si scontrò con le forze di Hashiba Hideyoshi nel 1582, rifiutando le iniziali richieste di resa di quest'ultimo.
Durante l'assedio di Takamatsu Muneharu resistette a lungo alle truppe del clan Oda guidate da Hideyoshi anche dopo che il castello fu allagato. Dopo l'incidente di Honnō-ji Hideyoshi mediò con i Mōri (che non erano a conoscenza della morte di Nobunaga) la fine dell'assedio e l'abbandono della provincia da parte dell'esercito Oda. L'unica richiesta di Hideyoshi fu la testa di Muneharu. 
Alla fine Muneharu fu quindi costretto ad arrendersi e a commettere seppuku per risparmiare la guarnigione del castello. Muneharu dovette suicidarsi su una barca in piena vista dell'esercito Oda.
La testa di Muneharu fu portata al campo di Hideyoshi sul monte Ishii per l'ispezione e poi fu sepolto nelle vicinanze. Tuttavia nel 1910 fu trasferito al sito del castello per renderlo più accessibile ai molti visitatori.
Il figlio di Muneharu, Kageharu, continuò a servire la famiglia Kobayakawa. Aveva anche un altro figlio di nome Muneyuki.

## Nella cultura di massa
Appare nel film del 2023 Kubi, interpretato da Yoshiyoshi Arakawa.